# Geierwand
Die Geierwand (italienisch Col di Specie) ist ein 2088 m, nach anderen Quellen 2100 m hoher Berg in den Pragser Dolomiten in Südtirol,  Italien. Er liegt nördlich von Schluderbach im Höhlensteintal und ist Teil des Naturparks Fanes-Sennes-Prags.
Im Ersten Weltkrieg war die Geierwand Teil der Österreichische Festungswerke an der Grenze zu Italien. Sie gehörte zur Sperrgruppe Ampezzo und war auf der Strudelalpe (Hochebene über der Geierwand) durch zwei Kompanien mit sechs Maschinengewehren befestigt. Größere Befestigungen in der Nähe waren das Werk Plätzwiese und das Werk Landro.
Heute ist die ebenfalls als Geierwand (ital. Parete dell' Avvoltoio) bekannte 260 Meter hohe Südostwand des Berges oberhalb des Höhlensteintals ein beliebtes und anspruchsvolles Kletterziel. Dabei ist die klassische Palfrader-Führe von Franz Palfrader aus den 1970ern mit Schwierigkeitsgrad V–VII- noch eine der leichteren. 1991 eröffneten Christoph Hainz und Hans Kammerlander eine Variante. Zuvor hatte Hainz 1989 Geierwally (VIII) und 1990 Geierkralle (VIII+) geklettert. 2008 wurde von Simon Gietl und Günther Ausserhofer mit Windgeflüster (Vorschlag: VIII/VIII-, Wiederholung steht im Dezember 2008 noch aus) die ihrer Meinung nach schwerste Normalhaken-Route in der Geierwand erstbegangen.